# Ctenichneumon kriechbaumeri
Ctenichneumon kriechbaumeri là một loài tò vò trong họ Ichneumonidae.